# Luis Meliana Garrigues
Luis Meliana Garrigues (Carcaixent, c. 1837 - ?) fou un polític valencià, diputat a les Corts Espanyoles durant la restauració borbònica.
Fou elegit diputat de la Diputació Provincial de València pel districte de Carcaixent en 1871 pel Partit Progressista, i en 1874 pel Partit Constitucional. En 1887 va substituir en el seu escó pel districte de Xàtiva al diputat conservador Ciril Amorós i Pastor, escollit a les eleccions generals espanyoles de 1886. Tanmateix l'elecció es va anul·lar i finalment fou elegit diputat per Xàtiva Francisco de Laiglesia y Auset.